# Wilhelm Friedemann Bach
Wilhelm Friedemann Bach (Weimar, 1710. november 22. – Berlin, 1784. július 1.) Johann Sebastian Bach legidősebb fia. Híres orgonista, rögtönző és a kontrapunktikus szerkesztés mestere.
Weimarban született, anyja Maria Barbara Bach. Lipcsében tanult a Tamás iskolában, 1733-tól a drezdai Zsófia-templom orgonistája volt. 1747-ben elnyerte a hallei Miasszonyunk-templom zeneigazgatói posztját, melyet 1764-ig töltött be. Ezután szabadúszó életmódot folytatott egészen 1784-ig, amikor is 74 évesen Berlinben meghalt.
Művei nagy része (amelyekből nagyon keveset nyomtattak ki) templomi kantátákból áll. Hangszeres művei nagy hányadát a billentyűs hangszerre írt fúgák, polonézek és fantáziák teszik ki. Leghíresebb műve a vonósokra (két hegedűre, brácsára, csellóra), klarinétra és kürtre írt szextettje.
Igen sok információval segítette Johann Nikolaus Forkelt, aki apja első életrajzírója volt.
Ne tévesszük össze Wilhelm Friedrich Ernst Bach-hal, aki ugyanúgy orgonista és zeneszerző volt (ő Wilhelm Friedemann unokatestvére).